# (29452) 1997 RV2
1997 أر في 2 (ويعرف أيضًا باسم (29452) 1997 أر في 2 وفق تسمية الكوكب الصغير) (بالإنجليزية: 1997 RV2)‏ هو كويكب ضمن حزام الكويكبات؛ وترتيبه 29452 من حيث الاكتشاف.
اكتُشف هذا الجُرم الفلكي بواسطة أنخيل لوبيز خيمينيز في 3 سبتمبر 1997.

## وصلات خارجية
- (29452) 1997 RV2 في قاعدة بيانات مختبر الدفع النفاث لأجرام النظام الشمسي الصغيرة

- الاكتشاف · مخطط المدار ·  العناصر المدارية · المعلمات المادية

- (29452) 1997 RV2 على موقع ويكي سكاي: DSS2, SDSS, GALEX, IRAS, Hydrogen α, X-Ray, Astrophoto, Sky Map, Articles and images